# Courtney Thorne-Smith
Courtney Thorne-Smith (San Francisco, 8 novembre 1967) è un'attrice statunitense.

## Biografia
Si è diplomata alla Menlo-Atherton High School di Atherton (California). Ha partecipato a numerosi film per la televisione, ma in Italia è famosa soprattutto per i ruoli interpretati in celebri serie televisive: è stata Georgia Thomas in Ally McBeal, Alison Parker in Melrose Place (1992-1997), Cheryl in La vita secondo Jim e Lindsay in Due uomini e mezzo (2010-2013).
Al cinema ha fatto la sua prima apparizione nel film Lucas (1986), poi ha partecipato ai film Lezioni d'estate (1987), La rivincita dei nerds II (1987), e Side Out (1990). Ha anche prestato la sua voce a Catwoman nel film d'animazione statunitense Batman: New Times (2005).

## Vita privata
Nel giugno 2000 l'attrice sposa il genetista Andrew Conrad, ma i due divorziano nel gennaio 2001. Il 1º gennaio 2007 convola a nozze con Roger Fishman e l'11 gennaio del 2008 Courtney dà alla luce il loro primo figlio, Jacob "Jake" Emerson Fishman.

## Filmografia

### Cinema
- Welcome to 18, regia di Terry Carr (1986)
- Lucas, regia di David Seltzer (1986)
- La rivincita dei nerds II (Revenge of the Nerds II - Nerds in Paradise), regia di Joe Roth (1987)
- Lezioni d'estate, regia di Carl Reiner (1987)
- Side Out - I re della spiaggia (Side Out), regis di Peter Israelson (1990)
- The Lovemaster, regia di Michael Goldberg (1997)
- L'inventore pazzo (Chairman of the Board), regia di Alex Zamm (1998)

### Televisione
- Fast Times - serie TV, 7 episodi (1986)
- Disneyland - serie TV, 1 episodio (1986)
- Infidelity, regia di David Lowell Rich - film TV (1987)
- Day by Day - serie TV, 33 episodi (1988-1989)
- Genitori in blue jeans (Growing Pains) - serie TV, 1 episodio (1988) - non accreditata
- Anything But Love - serie TV, 1 episodio (1990)
- Avvocati a Los Angeles (L.A. Law) - serie TV, 6 episodi (1990)
- First Flight - film TV (1991)
- Melrose Place - serie TV, 158 episodi (1992-1997)
- Jack's Place - serie TV, 1 episodio (1992)
- Grapevine - serie TV, 1 episodio (1992)
- Codice violato (Breach of Conduct), regia di Tim Matheson - film TV (1994)
- Rivali in amore (Beauty's Revenge), regia di William A. Graham - film TV (1995)
- Partners - serie TV, 1 episodio (1996)
- Spin City - serie TV, episodi 1x14-3x05 (1997-1998)
- Ally McBeal - serie TV, 69 episodi (1997-2002)
- Partners - serie TV, 1 episodio (1999)
- The Norm Show - serie TV, 1 episodio (2000)
- La vita secondo Jim (According to Jim) - serie TV, 181 episodi (2001-2009)
- Le ragazze del campus (Sorority Wars), regia di James Hayman - film TV (2009)
- Due uomini e mezzo (Two and a Half Men) - serie TV, 52 episodi (2010-2015)
- Fresh Off the Boat - serie TV, 2 episodi (2016-2017)
- I misteri di Emma Fielding - Il sito perduto (Site Unseen: An Emma Fielding Mystery), regia di Douglas Barr - film TV (2017)
- I misteri di Emma Fielding - Il castello maledetto (Past Malice: An Emma Fielding Mystery), regia di Kevin Fair - film TV (2018)
- I misteri di Emma Fielding - Più amara della morte (More Bitter than Death: An Emma Fielding Mystery), regia di Kevin Fair - film TV (2019)
- Mom - serie TV, episodio 7x17 (2020)

### Doppiatrice
- I sospiri del mio cuore (Mimi wo sumaseba), regia di Yoshifumi Kondô (1995) - voce nella versione inglese
- Batman: New Times, regia di Jeffery Scheetz - cortometraggio (2005) - Catwoman

## Doppiatrici italiane
Nelle versioni in italiano delle opere in cui ha recitato, Courtney Thorne-Smith è stata doppiata da:
- Laura Boccanera ne La rivincita dei nerds II, Rivali in amore, L'inventore pazzo, Melrose Place, La vita secondo Jim, Due uomini e mezzo
- Claudia Catani in Codice violato
- Alessandra Felletti in Ally McBeal
- Antonella Baldini in Lezioni d'estate
- Emilia Costa in Le ragazze del Campus